# Talaromyces verruculosus
Talarómyces verruculósus (лат.) — вид несовершенных грибов (телеоморфная стадия неизвестна), относящийся к роду Таларомицес (Talaromyces). Ранее включался в состав рода Пеницилл (Penicillium) как Penicillium verruculosum — пеници́лл борода́вчатый.

## Описание
Колонии на CYA на 7-е сутки 3—3,5 см в диаметре, радиально-бороздчатые, с белым и жёлтым мицелием, шерстистые, с довольно обильным спороношением в серо-зелёных тонах. Экссудат и растворимый пигмент не выделяются. Реверс колоний в центре серо-жёлтый до серовато-оранжевого, ближе к краю бледный.
На агаре с солодовым экстрактом (MEA) колонии с белым и жёлтым мицелием, шерстистые, местами пучковатые. Спороношение довольно обильное, серо-зелёных тонов. Реверс серовато-оранжевый.
На агаре с дрожжевым экстрактом и сахарозой (YES) колонии с белым, жёлтым и розовым мицелием, шерстистые, не спороносящие. Растворимый пигмент не выделяется, реверс колоний в центре серовато-оранжевый, по краям бледный.
Конидиеносцы — двухъярусные кисточки с гладкостенной ножкой 150—300 мкм длиной и 2,5—3 мкм толщиной. Метулы в конечной мутовке по 4—8, расходящиеся, 8,5—12,5 мкм длиной. Фиалиды фляговидные, суженные у очень узкую шейку, по 3—5 в пучке, 8,5—10,5 × 2,5—3,5 мкм. Конидии шаровидные, шиповатые, 3—3,5 мкм в диаметре.

### Отличия от близких видов
Образует фляговидные фиалиды и грубошероховатые шаровидные конидии, чем сближается с Talaromyces aculeatus и Talaromyces apiculatus. Первый вид отличается более медленным ростом при 37 °C на CYA, второй — более быстрым ростом на CYA и MEA при 25 °C.

## Экология и значение
Преимущественно почвенный гриб, изредка встречающийся в качестве загрязнителя на разных органических субстратах.

## Таксономия
Talaromyces verruculosus (Peyronel) Samson, Yilmaz, Frisvad & Seifert, Stud. Mycol. 70: 177 (2011). — Penicillium verruculosum Peyronel, Germi Atmosf. Fungi Micel. 22 (1913).